# Axel Posse (död 1633)
Axel Nilsson Posse, född på 1500-talet, död 1633, var en svensk adelsman och häradshövding.

## Biografi
Axel Posse var son till häradshövdingen och befallningsmannen på Älvsborg Nils Posse till Gammelstorp och Säby samt Anna Kagg. Han blev 9 juli 1594 häradshövding i Norunda härad och var 1600 riksrådens domare i Linköping. Posse avled 1633 och begravdes i Tuns kyrka.

### Egendom
Posse ägde Näs, Gammalstorp i Tuns socken och Säby i Berga socken.

### Familj
Posse gifte sig 15 juni 1589 på Svanseryd i Torestorps socken med Anna Larsdotter Hård (1562–1601), dotter till översten Lars Pedersson Hård och Brita Ribbing. De fick tillsammans barnen kaptenen Nils Posse den yngre, Märta Posse och fänriken Johan Posse.